# Гронау (Вестфалија)
Гронау (њем. Gronau) град је у њемачкој савезној држави Северна Рајна-Вестфалија. Једно је од 17 општинских средишта округа Боркен. Према процјени из 2010. у граду је живјело 46.645 становника. Посједује регионалну шифру (AGS) 5554020, NUTS (DEA34) и LOCODE (DE GNU) код.

## Географски и демографски подаци
Гронау се налази у савезној држави Северна Рајна-Вестфалија у округу Боркен. Град се налази на надморској висини од 27 метара. Површина општине износи 78,7 km². У самом граду је, према процјени из 2010. године, живјело 46.645 становника. Просјечна густина становништва износи 592 становника/km².

## Индустрија
Гронау је од 1985. сједиште једине фабрике за обогаћивање урана Њемачке. Фабрика је касније проширила капацитет на 1800 тона, што је довољно за снабдијевање око 13 великих нуклеарних електрана. Проширење капацитета на 4500 тона је одобрено 2005. године. Оператор је компанија Urenco.
У јануару 2011. године се у фабрици десио инцидент, када је један радник контаминиран радиоактивним материјалом.

## Међународна сарадња
| Мјесто     | Држава               | Врста сарадње | Од    |
| ---------- | -------------------- | ------------- | ----- |
| Епе        | Холандија            | партнерство   | 1978. |
| Мезеберењ  | Мађарска             | партнерство   | 1991. |
| Бромсгроув | Уједињено Краљевство | партнерство   | 1978. |
| Извор      |                      |               |       |